# Kenny Pavey
Kenny Pavey (* 23. August 1979 in London) ist ein englischer Fußballspieler. Mit AIK gewann er 2009 das Double aus schwedischer Meisterschaft und Landespokal.

## Werdegang
Pavey begann mit dem Fußballspielen bei FC Affenley. Über den FC Millwall wechselte er in die Jugendabteilung von FC Sittingbourne. Beim Sechstligisten debütierte er 1997 in der Profimannschaft. Da ein Wechsel zu Aston Villa scheiterte, wechselte er im Herbst 1998 nach Schweden zu Ljungskile SK, wo mit David Wilson ein englischer Trainer tätig war. Dort etablierte er sich als Stammspieler. Nachdem der Klub 2000 in die drittklassige Division 2 abgestiegen war, blieb er dem Verein zunächst treu. Da jedoch der Wiederaufstieg in den Aufstiegsspielen gegen Ängelholms FF verpasst wurde, kehrte Pavey nach England zum FC Sittingbourne zurück.
Nach etwas mehr als einem Jahr in England kehrte Pavey jedoch wieder nach Schweden zu Ljungskile SK zurück. Nachdem 2003 hinter GAIS nur die Vizemeisterschaft in der dritten Liga gelungen war, schaffte Pavey in der folgenden Spielzeit mit der Mannschaft die Drittligameisterschaft und man setzte sich in den Aufstiegsspielen gegen Väsby IK durch. Nach einem Jahr in der Superettan mit LSK wurde er von AIK in die Allsvenskan geholt. Auch hier konnte er sich direkt als Stammspieler etablieren, ehe ihn gegen Ende seiner ersten Spielzeit in der ersten Liga eine Verletzung bremste. Auch in den folgenden Spielzeiten kam er regelmäßig zum Einsatz, wobei er jedoch teilweise zu Spielbeginn zunächst auf der Ersatzbank Platz nehmen musste. In der Spielzeit 2009 trug er mit drei Saisontoren in 19 Spielen zur Meisterschaft bei und stand im Pokalfinale nach Saisonende gegen IFK Göteborg, das durch Tore von Mauro Iván Óbolo und Antônio Flávio mit einem 2:0-Erfolg endete, in der Startformation. Im Dezember des Jahres verlängerte er daraufhin seinen Vertrag bei AIK um zwei Jahre. Während der Klub im Folgejahr in Abstiegsgefahr geriet und mit Meistertrainer Mikael Stahre sowie nach dessen Wechsel nach Griechenland mit Björn Wesström und Alex Miller im Verlauf der Spielzeit 2010 drei Trainer beschäftigte, war er weiters Stammkraft und schaffte mit dem Klub den Klassenerhalt. In der anschließenden Spielzeit kehrte er mit AIK in die Spitzengruppe der Liga zurück. Mit 21 Saisoneinsätzen war er am dritten Tabellenplatz beteiligt, dennoch wurde sein Vertrag nicht verlängert.
Im März 2012 schloss sich der bis dato vereinslose Pavey seinem ehemaligen Klub Ljungskile SK in der zweiten Liga an, bei dem er einen Dreijahresvertrag unterzeichnete.